# The Coalition
The Coalition (с англ. — «Коалиция») — канадская компания, разработчик компьютерных игр. Была основана в 2010 году под названием Microsoft Vancouver. В 2012 году была преобразована в Black Tusk Studios. В 2015 году студия была переименована в The Coalition. Разработчик серии игр Gears of War c 2015 года.

## Игры студии
| Год  | Игра                           | Платформа                        | Жанр                   |
| ---- | ------------------------------ | -------------------------------- | ---------------------- |
| 2015 | Gears of War: Ultimate Edition | Xbox One, Windows                | Шутер от третьего лица |
| 2016 | Gears of War 4                 | Xbox One, Windows                | Шутер от третьего лица |
| 2019 | Gears 5                        | Xbox One, Xbox Series X, Windows | Шутер от третьего лица |
| 2019 | Gears POP!                     | iOS, Android                     | Шутер от третьего лица |
| 2020 | Gears Tactics                  | Windows                          | Пошаговая тактика      |